# Reprezentacja Kenii w piłce nożnej mężczyzn
Reprezentacja Kenii w piłce nożnej – kadra Kenii w piłce nożnej mężczyzn.

## Historia
W 1960 roku znalazła się w szeregach FIFA, a cztery lata później – CAF-u.
Pięciokrotnie brała udział w rozgrywkach o Puchar Narodów Afryki, ostatnio w 2004 roku, ale za każdym razem odpadała już po pierwszej rundzie. W historii swoich występów w mistrzostwach Czarnego Kontynentu wygrała dotychczas tylko jeden mecz – z Burkina Faso.
Piłka nożna jest zdecydowanie najpopularniejszym sportem w Kenii. Mecze reprezentacji przyciągają na stadion w Nairobi około 60 tysięcy kibiców.
Na początku 2006 roku napastnik Dennis Oliech, jako pierwszy kenijski piłkarz, zadebiutował w barwach klubu z pierwszej ligi europejskiej, we francuskim FC Nantes.
W listopadzie 2009 niemiecki trener Antoine Hey zrezygnował z funkcji selekcjonera drużyny narodowej, a stanowisko po nim objął dotychczasowy asystent Kenijczyk Twahir Muhiddin. Po nim kenijską kadrę prowadzili kolejno Zedekiah Otieno, Francis Kimanzi, Henri Michel, James Nandwa, Abdel Amrouche, Bobby Williamson i Francis Kimanzi.

## Udział wMistrzostwach Świata
- 1930 – 1962 – Nie brała udziału (była kolonią brytyjską)
- 1966 – 1970 – Nie brała udziału
- 1974 – 2022 – Nie zakwalifikowała się

## Udział wPucharze Narodów Afryki
- 1957 – 1959 – Nie brała udziału (była kolonią brytyjską)
- 1962 – Nie zakwalifikowała się
- 1963 – Wycofała się z eliminacji
- 1965 – 1970 – Nie zakwalifikowała się
- 1972 – Faza grupowa
- 1974 – 1982 – Nie zakwalifikowała się
- 1984 – Nie brała udziału
- 1986 – Nie zakwalifikowała się
- 1988 – Faza grupowa
- 1990 – Faza grupowa
- 1992 – Faza grupowa
- 1994 – Nie zakwalifikowała się
- 1996 – Wycofała się z eliminacji
- 1998 – 2002 – Nie zakwalifikowała się
- 2004 – Faza grupowa
- 2006 – 2017 – Nie zakwalifikowała się
- 2019 – Faza grupowa
- 2021 – Nie zakwalifikowała się
- 2023 – Nie brała udziału

## Selekcjonerzy
- 1998-00 –  Christian Chukwu
- 2000 –  James Sianga
- 2001-02 –  Reinhard Fabisch
- 2002-04 –  Jacob Mulee
- 2004-05 –  Twahir Mahiddin
- 2005-06 –  Mohammed Kheri
- 2006 –  Bernard Lama
- 2006 –  Tom Olaba
- 2007-08 –  Jacob Mulee
- 2008-09 –  Francis Kimanzi
- 2009 –  Antoine Hey
- 2009-10  Twahir Muhiddin
- 2010-11 –  Zedekiah Otieno
- 2011−12 -  Francis Kimanzi
- 2012-12 -  Henri Michel
- 2012−13 -  James Nandwa (tymczasowy)
- 2013 -14  Adel Amrouche
- 2014-2016  Bobby Williamson
- 2016-2017 -  Stanley Okumbi
- 2017-2018 -  Paul Put
- 2018-2019 -  Sébastien Migne
- od 2019 -  Francis Kimanzi